# آرنه نس
آرنه نس (نروژی: Arne Næss؛ زاده ۲۷ ژانویهٔ ۱۹۱۲ درگذشته ۱۲ ژانویهٔ ۲۰۰۹) فیلسوف، و استاد اهل نروژ بود.